# Costișa
Costișa est une commune roumaine du județ de Neamț, dans la région historique de Moldavie et dans la région de développement du Nord-Est.

## Géographie
La commune de Costișa est située dans le sud-est du județ, à la limite avec le județ de Bacău, sur la rive gauche de la Bistrița, à 5 km de Buhuși et à 25 km au sud-est de Piatra Neamț, le chef-lieu du județ.
La municipalité est composée des quatre villages suivants (population en 1992) :
- Costișa (1 570), siège de la municipalité ;
- Dornești (322) ;
- Frunzeni (659) ;
- Mănoaia (930).

## Histoire
Des fouilles entreprises en 1958-1960 sur le territoire communal ont permis de découvrir de nombreux vestiges datant de l'Âge du bronze, datés depuis des années 1900-1600 av. J.-C. Ces objets nommés depuis « Culture de Costișa » sont conservés au Musée d'Histoire de Piatra Neamț.

## Politique
| Période                                  | Période  | Identité       | Étiquette | Qualité |
| ---------------------------------------- | -------- | -------------- | --------- | ------- |
| Les données manquantes sont à compléter. |          |                |           |         |
| 2000                                     | En cours | Aurel Ciocănel | PSD       |         |

| Parti | Parti                                      | Sièges |
| ----- | ------------------------------------------ | ------ |
|       | Parti social-démocrate (PSD)               | 9      |
|       | Parti national libéral (PNL)               | 2      |
|       | Alliance des libéraux et démocrates (ALDE) | 2      |

## Religions
En 2002, la composition religieuse de la commune était la suivante :
- Chrétiens orthodoxes, 99,38 %.

## Démographie
En 2002, la commune compte 3 567 Roumains (99,86 %). On comptait à cette date 1 426 ménages et 1 345 logements.
| 1992  | 2002  | 2007  |
| ----- | ----- | ----- |
| 3 481 | 3 572 | 3 697 |

## Économie
L'économie de la commune repose sur l'agriculture et l'élevage.

## Communications

### Routes
La commune est située sur la route nationale DN15 Piatra Neamț-Bacău.

### Voies ferrées
Costișa est desservie par la ligne de chemin de fer Piatra Neamț-Bacău.